# لکه‌زدایی
از بین بردن لکه به فرایند از بین بردن یک علامت یا لکه باقی مانده توسط یک ماده روی یک سطح خاص مانند پارچه گفته می‌شود. به‌طور کلی از یک حلال یا شوینده برای از بین بردن لکه استفاده می‌شود.

## پیشگیری از لکه
اگر یک لکه به درون نفوذ کرده باشد، به ماده ای که رنگ آمیزی شده‌است از نظر شیمیایی پیوند خورده‌است و بدون آسیب رساندن به خود ماده قابل حذف نیست؛ بنابراین مهم است که از نفوذ آنها خودداری کنید. این کار می‌تواند با اجتناب از گرما (با فشار نیاوردن و داغ نکردن لکه)، پاک کردن اولیه مواد لکه دار در اسرع وقت، استفاده از حلال صحیح (برخی از حلال‌ها به عنوان کاتالیزور بر روی مواد خاصی عمل می‌کنند و باعث می‌شوند لکه با سرعت بیشتری نفوذ کند) و جلوگیری از پخش شدن لکه صورت گیرد. از بین بردن لکه فقط به دلیل پایهٔ آب‌گریز و آب‌دوست موجود در مواد شوینده امکان‌پذیر است. 

## رفع لکه
بیشتر لکه‌ها با استفاده از یک حلال از بین می‌روند. نوع حلال مورد استفاده به دو عامل بستگی دارد: عامل ایجاد کننده لکه و ماده رنگی. حلال‌های مختلف لکه‌های مختلف را حل می‌کنند و کاربرد برخی از حلال‌ها به این دلیل محدود می‌شود که آنها نه تنها لکه را حل می‌کنند، بلکه مواد لکه دار را نیز حل می‌کنند.
عامل دیگر در از بین بردن لکه این واقعیت است که لکه‌ها گاهی اوقات می‌توانند شامل دو عامل رنگ آمیزی جداگانه باشند که به جدا شدن جداگانه نیاز دارند. به عنوان مثال یک لکه روغن ماشین می‌تواند حاوی آثاری از فلز باشد. رنگ ماده ای که رنگی شده نیز مهم است. برخی از عوامل پاک کننده لکه نه تنها لکه را حل می‌کنند، بلکه رنگی را که برای رنگ آمیزی مواد استفاده می‌شود، حل می‌کنند.

### حلالها
اینها برخی از حلال‌هایی هستند که می‌توانند برای لکه‌ها استفاده شوند و چند نمونه از لکه‌هایی که قادر به از بین بردن آنها هستند:

#### حلالهای اکسید کننده
سفید کننده خانگی به‌طور کلی رنگ لکه را از بین می‌برد، بدون اینکه خود لکه حل شود. پراکسید هیدروژن نیز یک ماده سفید کننده است که می‌تواند برای درمان لکه‌ها مورد استفاده قرار گیرد.

#### حلال رنگها
هیدروسولفیت سدیم و هیپوکلریت سدیم که به‌طور معمول برای از بین بردن رنگ آمیزی و رنگ استفاده می‌شود.

#### حلالهای لاک الکل
استون برای از بین بردن برخی چسب‌ها، لاک ناخن، لکه‌های جوهر، سیمان لاستیکی و چربی مفید است. پاک کننده ناخن ممکن است حاوی استون باشد، اما برای استفاده عمومی بهتر است استون بطری را از یک فروشگاه سخت‌افزار تهیه کنید. می‌توان آن را با آب رقیق کرد.

#### حلالهای بی اثر
حلالهای بی اثر آنهایی هستند که با لکه‌های پوستی واکنش نشان نمی‌دهند. به عنوان مثال آب می‌تواند به عنوان یک حلال بی اثر برای برخی از انواع لکه‌ها در نظر گرفته شود. در این حالت حل شدن لکه یک واکنش شیمیایی نیست بلکه یک روند فیزیکی است.

#### مواد شوینده
سورفاکتانت‌ها (شوینده‌ها) مولکول‌هایی هستند که دارای یک انتهای قطبی و یک انتهای غیر قطبی هستند و می‌توانند برای از بین بردن لکه استفاده شوند. آنها می‌توانند به امولسیون ترکیباتی کمک کنند که معمولاً در آب محلول نیستند. به عنوان مثال، اگر روغن را در آب بریزید، آنها تمایل دارند جدا شوند. اگر روغن، شوینده و آب را در کنار هم قرار دهید و آنها را تکان دهید، مخلوطی به دست می‌آید که می‌تواند به از بین بردن لکه‌ها کمک کند.

#### اسیدها
آب لیمو، حاوی اسید سیتریک است که عامل سفید کننده فعال است و می‌تواند لکه‌ها را از بین ببرد. با قرار دادن لکه در معرض نور خورشید، یا برخی دیگر از منابع اشعه ماورا بنفش، هنگام خیساندن، می‌توان عمل آن را تسریع کرد. در گذشته از اسیدهای مختلفی مانند اسید فسفریک به عنوان کلسیم آهک پاک کننده زنگ (CLR) و اسید هیدروفلوئوریک به عنوان مورد استفاده در محصول استرالیایی ساخته شده در کوئینزلند به نام «روستیبان» استفاده شده‌است. هر دوی این اسیدها به دلیل مسمومیت از فروش به عموم مردم حذف شده‌اند. هر دو این اسیدها در درجه اول برای از بین بردن زنگ زدگی استفاده می‌شدند. اسیدهای دیگر زنگ زدایی اسید اگزالیک است. همچنین بوراکس یا اسید بوریک، سرکه (یا اسید استیک) را ببینید که همچنین می‌تواند به ایجاد لکه‌ها کمک کند.

#### مواد قلیایی
هیدروکسید سدیم نیز معمولاً در شوینده‌های آبی استفاده می‌شود. این اجازه می‌دهد تا روغن و روغن‌های دیگر در محلول‌های آبی مانند آب حل شوند. از مواد قلیایی دیگر مانند هیدروکسید پتاسیم (بسیار قویتر از هیدروکسید سدیم) نیز استفاده می‌شود. هر دوی اینها مواد شیمیایی خطرناکی هستند و با گوشت حیوانات واکنش نشان می‌دهند. غلظت بالا به اندازه کافی، مانند پاک کننده‌های صنعتی، و / یا زمان قرار گرفتن در معرض قابل توجهی بدون محافظت کافی از منطقه در معرض، باعث سوختگی شیمیایی جدی می‌شود. مواد قلیایی به از بین بردن لکه‌های خاک، چمن و خاک رس کمک می‌کند.

#### پودر بچه
این می‌تواند برای جذب چربی قبل از شستشو، به ویژه برای لکه‌های تازه استفاده شود.

#### نوشابه
این را می‌توان برای لکه‌های حیوانات خانگی استفاده کرد. هیچ دلیل اصلی برتری شیمیایی نوشابه از آب ساده وجود ندارد.

#### گلیسیرین
این را می‌توان برای نرم کردن لکه‌های «تنظیم»، به ویژه روی پارچه‌های پشمی و غیرقابل شستشو در آب استفاده کرد.

#### آب جوش
این می‌تواند برای از بین بردن لکه‌های آب میوه استفاده شود. آب گرم مواد شوینده را فعال می‌کند و همچنین پارچه را تمیز می‌کند. این ماده روی لکه‌های مبتنی بر پروتئین بهترین عملکرد را دارد.

#### آب ولرم
آب یک حلال عالی برای لکه‌های شیرین بی‌رنگ است، مانند باقی مانده‌های چسبناک آب نبات و همچنین مربای سیب و عسل.

### کاربرد حلالها
برای پاک کردن لکه‌ها به پارچه سه راه وجود دارد:

#### اسفنج کردن
این متداول‌ترین روش برای درمان پارچه‌های غیرقابل شستشو است. قسمت جلوی پارچه با اسفنجی آغشته می‌شود که در حلال مورد استفاده آغشته می‌شود. قسمت پشت پارچه باید با یک ماده تمیز، جاذب و پشتیبان تهیه شود. لکه با اسفنج به صورت شعاعی، از مرکز لکه به سمت لبه آن مالیده می‌شود. مهم نیست که اسفنج را به صورت دورانی مالش دهید، زیرا باعث می‌شود لکه به صورت حلقه ای پخش شود.
سمت رنگ آمیزی شده رو به روی ماده تمیز، جاذب و رو به پایین قرار می‌گیرد. سپس پشت پارچه را با اسفنجی آغشته می‌کنند که در حلال مورد استفاده آغشته می‌شود. مهم نیست که مواد را با اسفنج مالش ندهید، بلکه باید از حرکت بالشتک استفاده کنید، تا لکه پخش نشود. حلال لکه را حل می‌کند، که روی مواد جاذب زیر قرار می‌گیرد. برای از بین بردن کامل لکه ممکن است لازم باشد بیش از یک پد جاذب استفاده شود.

## لکه‌های رنگ مو
محصولات رنگ آمیزی مو معمولاً برای پوشاندن رنگ خاکستری، جذاب تر به نظر رسیدن یا مطابق با مد بودن استفاده می‌شود، با این وجود بسیاری از خانم‌ها چالش ایجاد می‌کنند. به دلیل مدت زمانی که رنگ مو باید روی مو باشد تا به نتایج عمیق و یکنواختی برسد، اغلب به خط مو، گوش یا گردن می‌ریزد یا می‌ریزد و باعث ایجاد لکه‌های ناخوشایند و تحریک کننده روی پوست می‌شود. مصرف‌کنندگان رنگ به‌طور جهانی تحت تأثیر قرار نمی‌گیرند - برخی از افراد تمایل به لکه دار شدن دارند در حالی که دیگران این لکه‌ها را ندارند - به احتمال زیاد به دلیل تغییرات در ترکیب چربی یا روغن طبیعی در سطح پوست از یک فرد به فرد دیگر است.
بسیاری از آرایشگاه‌ها و آرایشگران از ژله نفتی برای جلوگیری از ایجاد لکه حمایت می‌کنند. قرار دادن یک لبه ژله نفتی در اطراف خط مو، یک مانع فیزیکی ایجاد می‌کند تا از پایین آمدن رنگ روی پوست پیشانی و گردن جلوگیری کند و چاله‌ها و فرورفتگی‌های لایه اپیدرم را پر کند.

### علم شیمی
موی انسان عمدتاً از پروتئین کراتین تشکیل شده‌است که دارای بار یونی منفی است و همچنین یک بار یونی منفی به مو می‌دهد. همان‌طور که شیمی حکم می‌کند، ترکیبات با بار مخالف جذب شده و ترکیبات با همان بار همدیگر را دفع می‌کنند. اکثر رنگهای مو دارای بار مثبت هستند، به آنها کمک می‌کند تا به مکانهای منفی مو متصل شوند و به پیوند بهتر بین رنگ و مو کمک می‌کنند.
متأسفانه، مانند مو، پوست انسان نیز از کراتین ساخته شده و حاوی مکان‌هایی با بار منفی است و بنابراین باعث جذب رنگ نیز می‌شود. پوست همچنین دارای منافذ و چاله‌ها و فرو رفتگی‌های دیگر است که باعث می‌شود رنگ به‌طور فیزیکی در لایه اپیدرم گیر کند. این هر دو به ایجاد لکه‌های پوستی کمک می‌کنند.
این ماده رنگی می‌تواند مستقیماً از طریق پوست جذب شده و به جریان خون وارد شود. لایه شاخی (بیرونی‌ترین لایه پوست که «لایه شاخی» نیز نامیده می‌شود) حاوی یک «حوزه لیپیدی» است که باعث می‌شود رنگ به استخر برسد و فرصت پخش شدن در بدن را فراهم کند. برخی از رنگ‌های مو همچنین می‌توانند با قرار گرفتن در معرض طولانی مدت پوست را تحریک کنند. در نتیجه، از بین بردن یا به حداقل رساندن سریع قرار گرفتن در معرض پوست در معرض رنگ، مطلوب تلقی می‌شود.

### روش‌های حذف
در حالی که بسیاری از داروهای خانگی برای از بین بردن لکه‌های پوست وجود دارد، محصولات زیادی برای این منظور در داروخانه‌های سنتی یا کانال‌های تخفیف توزیع می‌شود. داروهای خانگی از نظر اثربخشی متفاوت هستند و خطر سوزش و سایش پوست را در نتیجه مالش بیش از حد به همراه تحریک چشم در صورت قطره قطره یا زدن به چشم دارند. برخی از رایج‌ترین درمان‌های خانگی شامل: سفید کننده، آمونیاک، استون و مالیدن الکل است.
موارد زیر خطرات روشهای معمول حذف است:

#### استون
CDC گزارش می‌دهد که مواجهه مکرر و طولانی مدت چشم با استون امکان ایجاد مشکلات بینایی دائمی ناشی از کدر شدن قرنیه را دارد.

#### آمونیاک
آمونیاک همچنین در بسیاری از رنگهای مو وجود دارد. سالهاست که از رنگ موهای حاوی آمونیاک با خیال راحت استفاده می‌شود. با این حال، قرار گرفتن در معرض آمونیاک می‌تواند باعث تحریک ملتحمه چشم شود.

#### سفید کننده
سفید کننده سنتی حاوی کلر و / یا هیدروکینون است. کلر می‌تواند پوست را تحریک کرده و بسوزاند، همچنین محصولات سفید کننده پوست 
در ایالات متحده، FDA حکمی را برای حذف تمام محصولات سفید کننده پوست بدون نسخه ارائه داده‌است. 

### روشهای صنعتی لکه بری
استفاده از روش‌های صنعتی برای لکه بری برای زمانی که نمی‌دانیم چطور باید لکه‌ها را از بین ببریم بسیار مورد استفاده است. ثابت شده‌است که الکل ایزوپروپیل غلیظ باعث تحریک پوست می‌شود و استنشاق طولانی مدت بخارها می‌تواند هماهنگی را مختل کرده و باعث سردرد شود. گرچه ممکن است یک ماده پاک کننده مؤثر باشد، اما باید از آن به آرامی استفاده شود تا از ساییدگی پوست جلوگیری شود.